# Държавен архив – Пазарджик
Държавен архив – Пазарджик е отдел в дирекция „Регионален държавен архив“ – Пловдив.

## Дейност
В него се осъществява подбор, комплектуване, регистриране, обработване, съхраняване и предоставяне за използване на определените за постоянно запазване документи на областната администрация, на общините на територията на Пазарджишка област, на териториалните структури на държавните органи и на други държавни и общински институции, организации и значими личности от местно значение, както и научно-методическото ръководство и контрол на организацията на работата с документите в деловодствата и учрежденските архиви, тяхното опазване и използване.
Към архива функционират читалня, библиотека, изложбена зала с постоянна експозиция на поета Теодор Траянов. В научно-справочната библиотека са заведени 1739 тома специализирана литература по история, архивистика и други области на науката, речници, енциклопедии, справочници, пътеводители, каталози, документални сборници, периодични издания.

## История
Архивът е създаден през 1960 г. като отдел на Окръжно управление на Министерство на вътрешните работи – Пазарджик. От 1961 г. е на административно подчинение на Окръжен народен съвет – Пазарджик, от 1988 г. е в структурата на Община Пазарджик. През 1992 г. преминава на пряко административно подчинение на Главно управление на архивите при Министерски съвет. От 1978 г. получава статут на дирекция, а през 2010 г. е преструктуриран в отдел. От 1981 г. архивът се помещава в новопостроена сграда, предназначена за нуждите на Окръжен държавен архив – Пазарджик, с работни помещения, кабинети, читалня, библиотека и архивохранилища за наличния документален масив.

## Фонд
Първите постъпления на архивни фондове са предадени от Държавен архив – Пловдив, комплектувани преди промяната на административно-териториалното деление на страната през 1959 г. и създаването на архива в Пазарджик. През 1994 г. е приет фондовият масив на Окръжния комитет на Българска комунистическа партия, възлизащ на 815 фонда с 22 943 архивни единици (365,78 линейни метра), 2971 спомена и 33 частични постъпления.
Общата фондова наличност на архива към 1 януари 2017 г. възлиза на 1997,33 линейни метра с 2863 архивни фонда (2687 учрежденски и 176 лични) с общ брой 159 338 архивни единици (включително от Партийния архив), 802 частични постъпления и 3478 спомена. Застрахователният фонд се състои от 585 ролки с 439 363 кадъра негатив.

## Ръководители
През годините ръководители на архива са:
- Мария Шишиньова (1960 – 1969)
- Цветан Д. Гиздов (1969 – 1985)
- Атанас Икономов (1986 – 1994)
- Димитър Трендафилов (1994 – 1997)
- Надка Митрева (1997 – 1999)
- Венета Бабачева (1999 – 2014)
- Мария Керезова (2014 – 2015)
- Ненка Иванова (2015 – )

## Отличия и награди
Архивът е награден с орден „Кирил и Методий“ І степен през 1985 г.